# Antonio del Pino
Antonio del Pino (Copacabana, 25 de mayo de 1859-Buenos Aires, 31 de mayo de 1916) fue un abogado y político argentino, que se desempeñó como diputado y senador nacional por la provincia de Catamarca y presidente provisional del Senado.

## Biografía
Nació en Copacabana, en el departamento catamarqueño de Tinogasta, en 1859. Era miembro de una prominente familia catamarqueña, siendo su padre, José del Pino, diputado nacional por Catamarca. Estudió abogacía en la Facultad de Derecho de la Universidad de Buenos Aires, obteniendo un doctorado en jurisprudencia en 1878, siendo su tesis titulada Estudio sobre los delitos y las penas.
Entre 1883 y 1884 fue secretario de la convención constituyente de la provincia de Buenos Aires. Al año siguiente regresó a su provincia natal, donde fue Ministro de Gobierno del gobernador José Silvano Daza durante dos años. Entre 1886 y 1889 fue diputado nacional por la provincia de Catamarca.
En 1889 fue designado senador nacional por Catamarca, ocupando una banca hasta 1898. Fue sucedido por Julio Herrera, a quien reemplazó en 1907 cuando volvió a ser designado senador nacional, hasta 1916. Era vicepresidente del Senado de la Nación cuando en 1910 fue designado presidente provisional por el fallecimiento de Domingo T. Pérez, siendo también vicepresidente de la Nación Argentina en funciones de José Figueroa Alcorta, ante la vacante del puesto. Estuvo a cargo de la primera magistratura cuando Figueroa Alcorta viajó a los festejos del centenario de Chile en septiembre de 1910.
Presidió el Club de Gimnasia y Esgrima de Buenos Aires (GEBA) entre 1898 y 1899, y el Tiro Federal Argentino (TFA). En el Senado, presentó un proyecto de ley para hacer obligatoria la práctica del tiro en hombres de entre 17 y 30 años.
Falleció en Buenos Aires en mayo de 1916.